# Paralaca sordida
Paralaca sordida är en insektsart som beskrevs av Pedro W. Lozada 1998. Paralaca sordida ingår i släktet Paralaca och familjen dvärgstritar. Inga underarter finns listade i Catalogue of Life.